# Энианы
Энианы (др.-греч. Αἰνιᾶνες) — племя в Древней Греции чисто эллинского происхождения. Упоминаются Гомером в «Списке кораблей» как др.-греч. Ἐνιῆνες. Участвовали в походе на Трою во главе с Гунеем из города Кифа. Сначала жили в области древней Додоны, но во время набега фессалийцев и дорийского вторжения они были вынуждены переселиться в долину Сперхиоса в Фтиотиде. Поселения энианов встречались в разных местах близ Осы, у Эты и Отриса. Они сражались с лапифами и жителями берегов реки Инаха (Инахоса), на земле которых они поселились. Оракул предсказал, что если энианы возьмут часть земли по доброй воле инахийцев, они займут все их земли. Темон (Τέμων), один из энианов, оделся как нищий и отправился к инахийцам за подаянием. Царь инахийцев Гиперох (Υπέροχος), чтобы унизить его, дал ему ком земли. После поединка, который состоялся между Гиперохом и царём энианов Фемием (Φήμιος), инахийцы больше не сопротивлялись. Энианы, вместе с этолийцами, долопами, малиями и локрами, основали Амфиктионию Эты, которая позже распространилась на все греческие народы с центром в Дельфах. Во время греко-персидских войн энианы поддержали персов, дали им военную помощь. В Пелопоннесской войне были союзниками афинян. Они помогали фиванцам в Беотийской войне, которую они вели против Спарты. В период галльского нашествия во главе со Бренном энианы поддержали их против других греков. Позже энианов покорили этолийцы, затем афаманцы, македоняне и римляне. Главным городом энианов и этолийцев была процветающая Гипата, лежавшая в Фессалии высоко на северном склоне Эты, к югу от Сперхиоса. Гипата была центром энианского союза городов (Κοινό των Αινιάνων). Значительные остатки города сохранились близ нынешней деревни Ипати. Энианы поклонялись потомкам Темона и почитали как священный камень, которым Фемий убил Гипероха.